# Сагайдачного, 27
Сади́ба Мико́ли Бала́бухи (сади́ба родини Бала́бух) — комплекс, який складається з кам'яниці (№ 27) і будівлі колишнього заїзду (№ 27-А). Розташована на розі вулиць  Андріївської і Петра Сагайдачного, що на Подолі у Києві.
За визначенням дослідників, кам'яниця Балабухи (№ 27) — один із яскравих зразків доби класицизму, пам'ятка історичної забудови Подолу. Споруда № 27-А — рідкісний приклад заїжджого двору кінця XVIII сторіччя, який вказує напрямок середньовічних подільських вулиць.
Постановою Ради Міністрів УРСР № 442 від 6 вересня 1979 року будинки внесено до обліку пам'яток архітектури (охоронні номери 883 і 884). Законом України № 574-VI від 23 вересня 2008 року заборонено приватизувати найважливіші пам'ятки культурної спадщини, зокрема й колишню садибу Балабухи.

## Історія ділянки

### Кам'яниця Балабухи

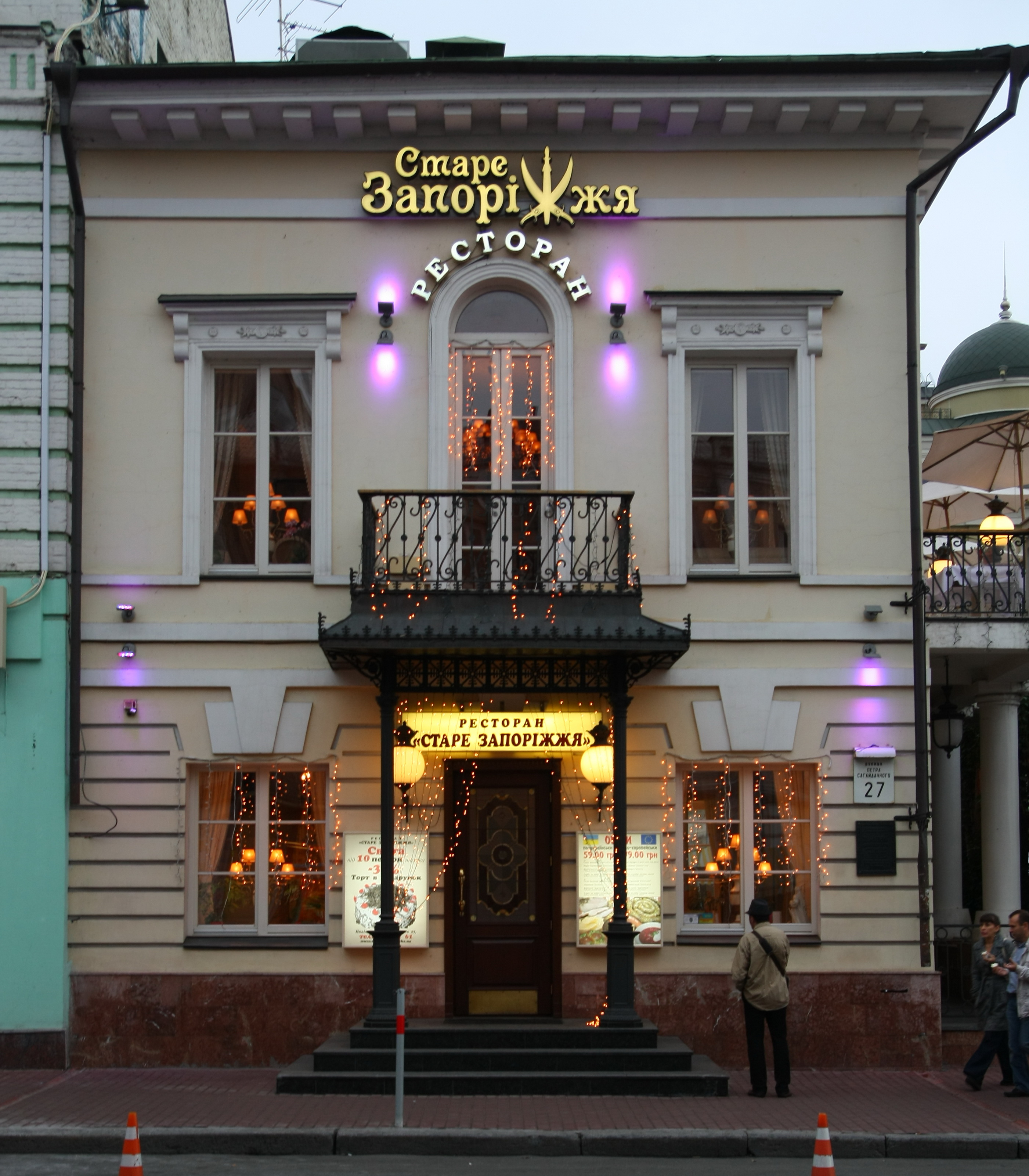
Особняк Балабухи

Історія садиби простежується з кінця XVIII сторіччя. З 1820—1830-х років ділянка належала відомій тоді родині київських кондитерів Балабух.
У 1830-х — 1840-х роках на замовлення Миколи Балабухи за проєктом архітектора Людвіка Станзані звели двоповерхий будинок. На території садиби розташовувались також три цегляні флігелі, фабрика з виготовлення сухого варення і кондитерська крамниця.
У другій половині XIX сторіччя до кам'яниці добудовано двоповерхову споруду з дерев'яною галереєю, яку розібрали у 1920-х роках.
Близько 1922 року радянська влада націоналізувала будинок.
1981 року розпочали реконструкцію садиби. Тоді ж повернули галерею. У кам'яниці, як подарунок від запоріжців до 1500-річчя міста, облаштували кафе «Запоріжжя». Запорізькі художники розробили дизайн від одягу для офіціантів і метрдотелів до серветок, скатертин, посуду і гобеленів («Старий Київ», «Козак Мамай»). «Запоріждерев» виготовив для кафе комоди, різбляні стільці і столи. У сквері перед кам'яницею встановили скульптурну групу «Запорожці» Леоніда Орленка.
Кафе відкрили у травні 1982 року, з нагоди ювілею міста. На урочистостях були присутні керівники міста.
На початку 1990-х років кафе «Запоріжжя» перетворили на один із перших в Києві ресторанів французької кухні «Casa Bella». Згодом у будівлі відновили ресторан «Старе Запоріжжя», який проіснував до 2017 року. У наступні роки приміщення займали також заклади громадського харчування різних власників.

### Заїзд (кам'яниця Іщенка)
Заїзд збудований наприкінці XVIII сторіччя. Будівля — одна з небагатьох, яка збереглась після подільської пожежі 1811 року. Розташована у глибині подвір'я уздовж зниклої середньовічної вулиці. На початку XIX сторіччя будівлю капітально перебудували.
Належав київському срібляреві Олексієві Іщенкові. Згодом споруду придбав Семен Балабуха, який перетворив її на флігель.
1982 року здійснили реставраційні роботи, відновили класицистичний вигляд будівлі, але водночас перепланували її інтер'єри. Поруч бруківкою позначили напрямок середньовічного шляху.
Станом на початок XXI сторіччя, у будівлі заїжджого двору містилось кафе.

### Виробництво сухого варення
Родина Балабух зажила слави виробників найвідомішого тоді сухого варення. Дослідник XIX сторіччя Микола Закревський стверджував, що київське варення, нібито, подавали ще 1386 року на весільному бенкеті у великого князя литовського Ягайла і польської королеви Ядвіги. 
Близько 1797 року міщанин Подолу, майбутній бургомістр Семен Семенович Балабуха (1771—1853) почав виготовляти цукати, які згодом стали відомими на всю країну і навіть подавались до імператорського столу. Цій справі він присвятив 56 років свого життя. Батькову справу продовжив Микола Балабуха. У своїй садибі він облаштував фабрику з виготовлення сухого варення і кондитерську крамницю. Окрім того, підприємець відкрив крамницю «Київське варення Балабухи» у приміщенні міської думи на Хрещатику. На початку XX сторіччя між нащадками Семена Балабухи точилась війна за право ексклюзивного виготовлення і продажу варення.

## Архітектура
Особняк Балабух.

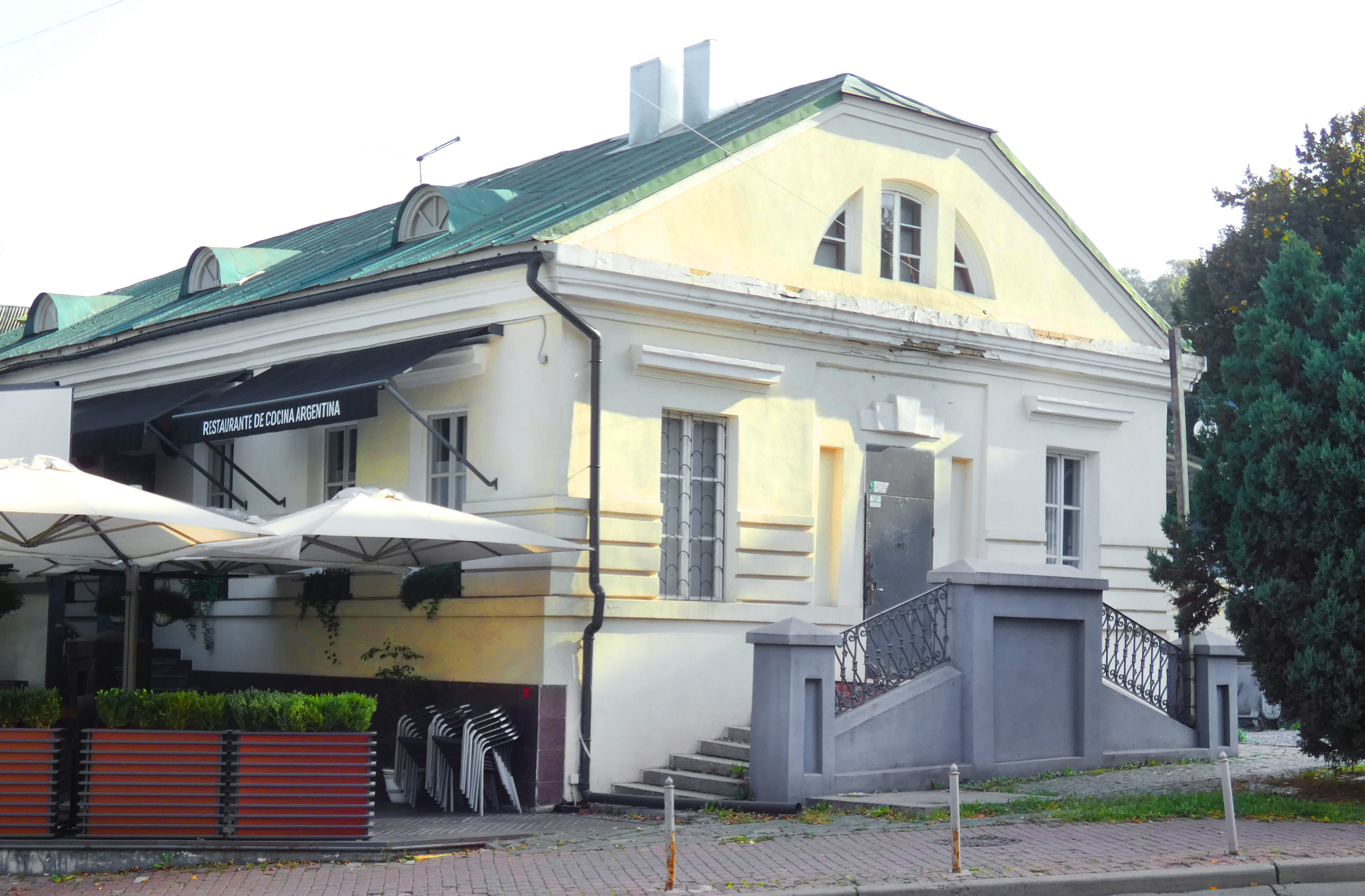
Заїзд (кам'яниця Іщенка)

Двоповерхова, цегляна, потинькована, прямокутна у плані споруда має напіввальмовий дах і бляшані покриття.
Кам'яниця, зведена за типовим (зразковим) проєктом, оздоблена у стилі класицизму. Пофарбована у жовтий колір, традиційний для цього стилю. Деталі виділені білим кольором.
Вузький чоловий фасад вирішений у простих формах. Перший поверх прикрашено рустованими квадрами. Вікна і двері оздоблено клинчастими перемички і замковими каменями.
Аркові двері на другому поверсі фланкують вікна з лиштвами, сандриками і ліпленням.
Фасад ритмічно членують руст, гурт,  архітрав і карниз значного виносу.
Галерея прикрашена шістьма колонами доричного ордера.
Заїзд.
Одноповерхова, цегляна, тинькована, прямокутна у плані споруда має двосхилий дах, бляшані покриття, пласкі перекриття. Підвали склепінчасті. Три цегляні ґанки облаштовані з кованою огорожею.
Архітектура вирішена у стилі класицизму.
Спрощені фасади прикрашені рустом. Споруда увінчена тягнутими карнизами.
Над прямокутними віконними прорізами розміщені прості сандрики.

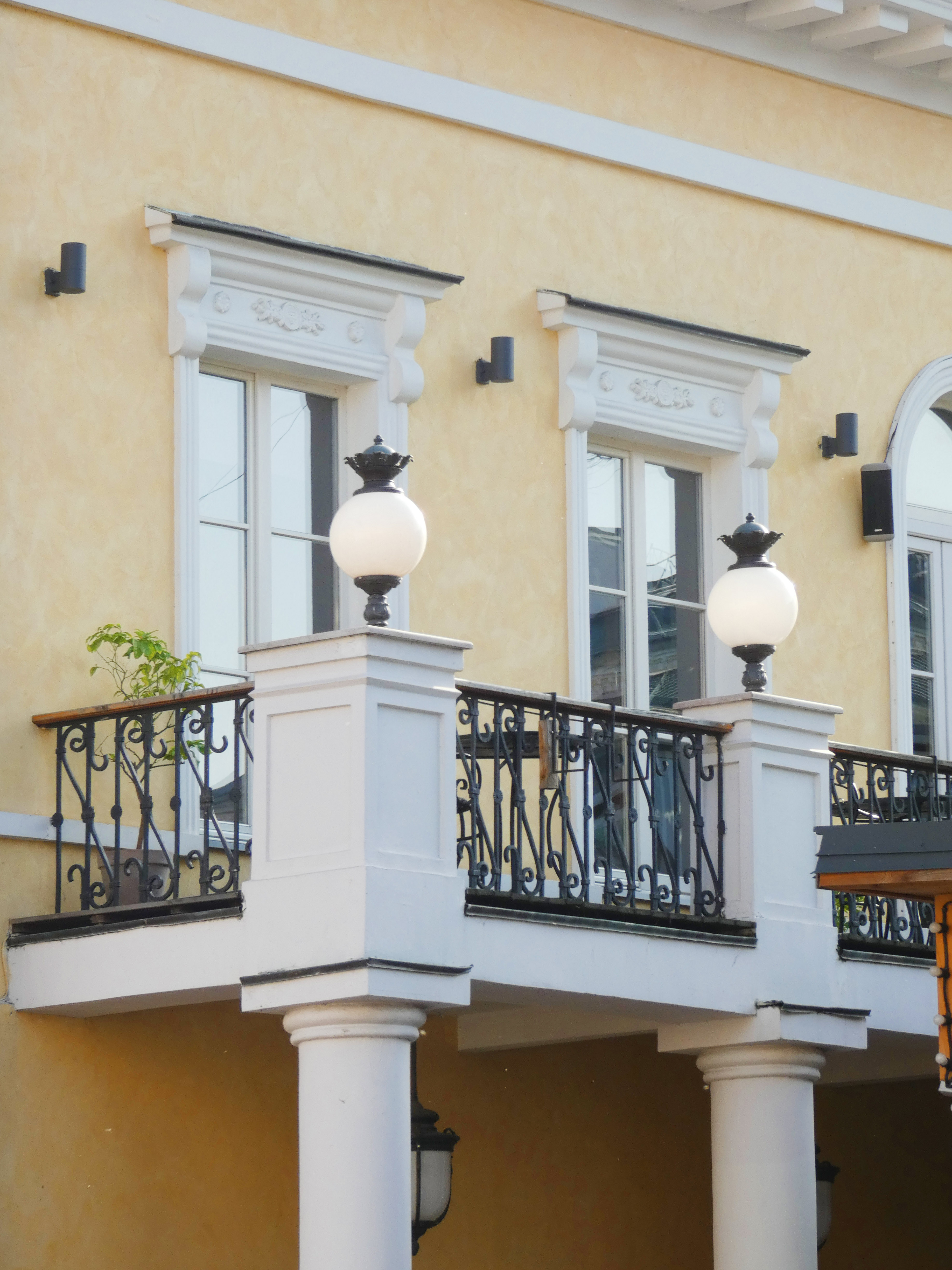
Балкон особняка
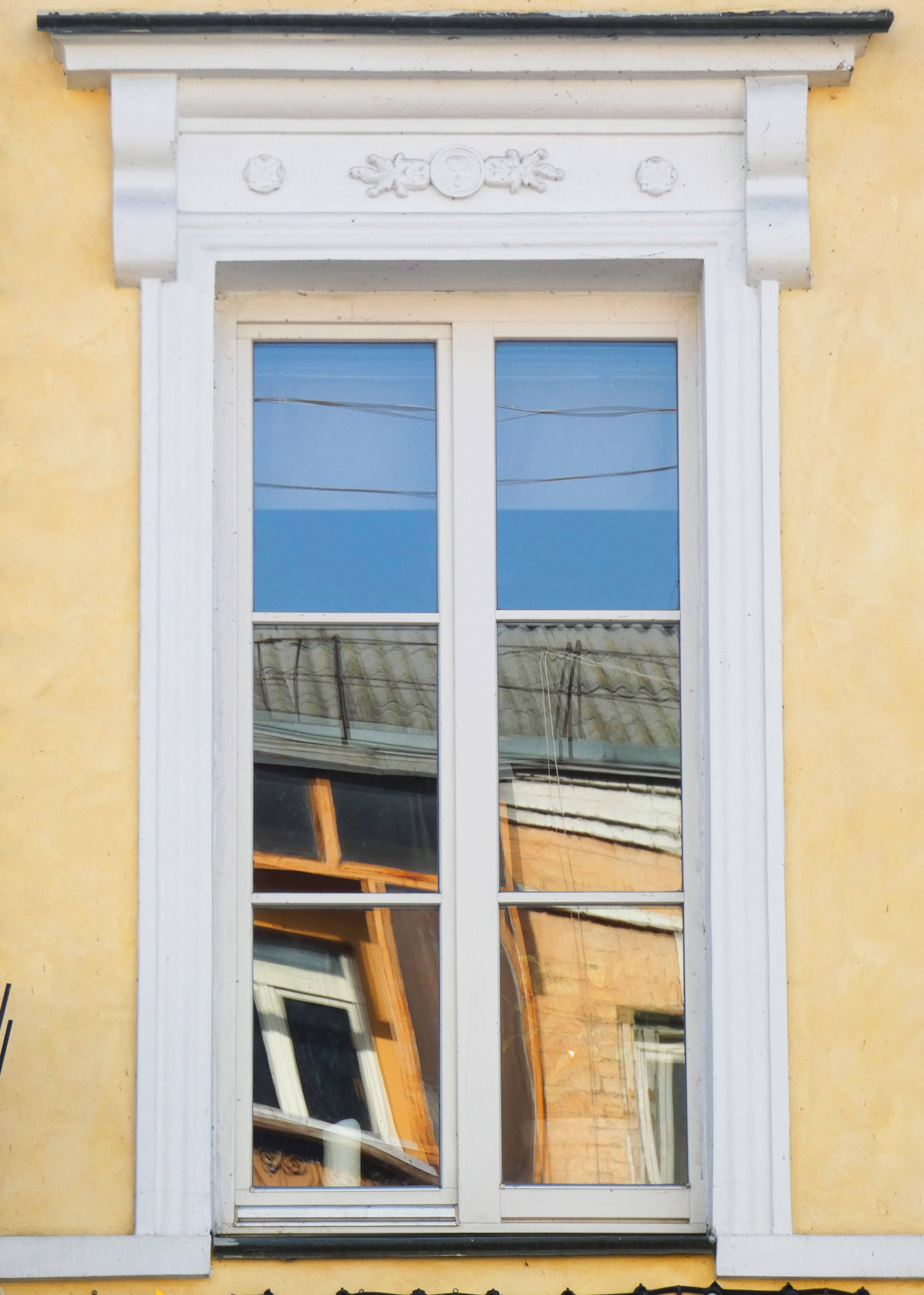
Особняк
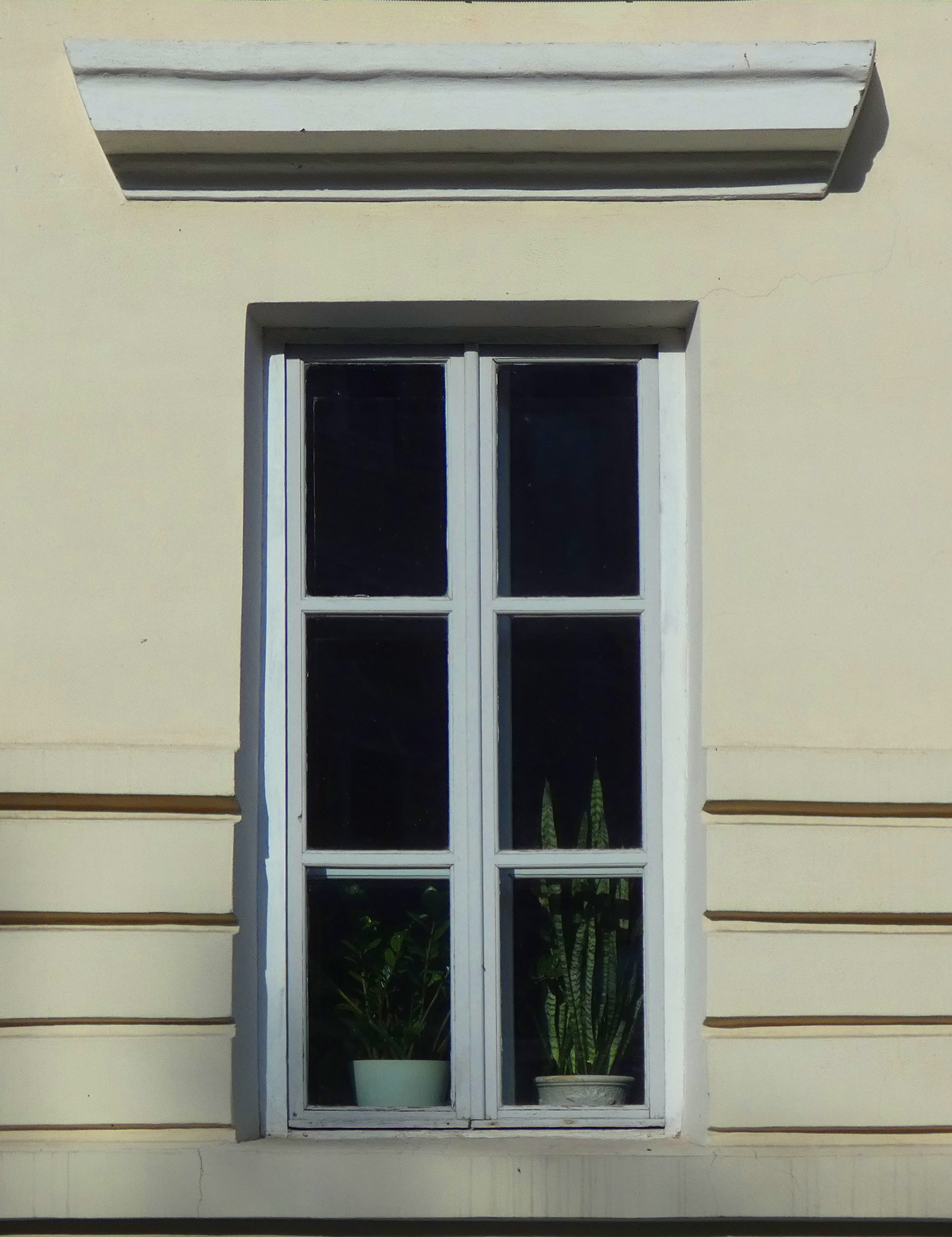
Заїжджий двір
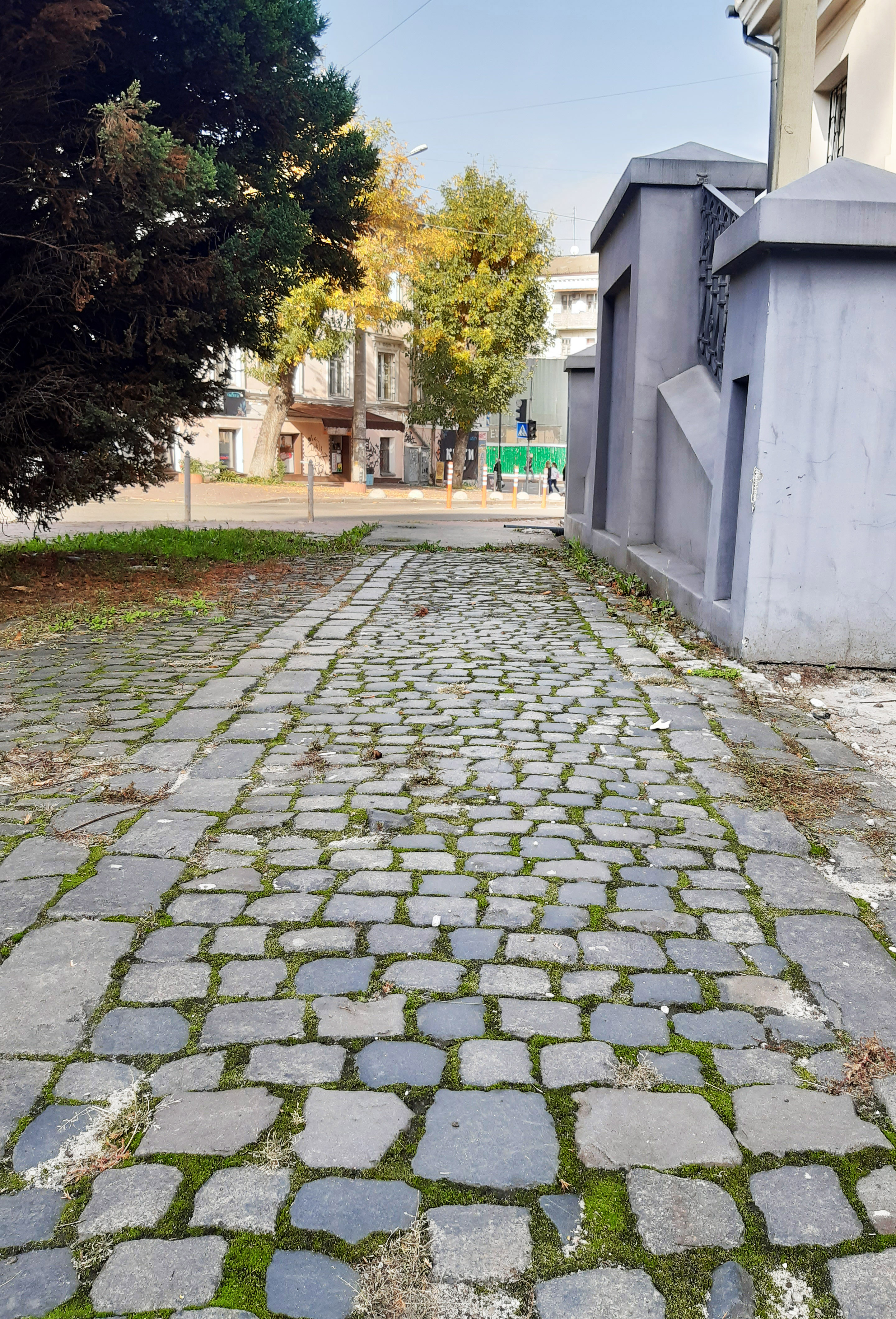
Виложений бруківкою напрямок старої вулиці